# Mausegatt
Mausegatt ist der Name eines Steinkohleflözes unter dem südlichen Ruhrgebiet.

## Geschichte
Die Essener Fürstäbtissin Maria Kunigunde von Sachsen belehnte am 16. September 1781 einen gewissen Arnold Schulten mit dem in der Essendischen Heide gelegenen Kohl-Gewerk, genannt Musegatt.
Es gehört zu den Unteren Esskohlenschichten bzw. Wittener Schichten.
Abgebaut wurde das Flöz u. a. von den Steinkohlezechen in Witten sowie Alte Haase in Sprockhövel, aber auch von anderen Zechen im südlichen Ruhrgebiet.
Der Name Mausegatt leitet sich wohl von einer niederdeutschen Bezeichnung für ein Mauseloch ab, "gatt" = schmaler Gang – und charakterisierte das Flöz somit als relativ schmal.
Nach diesem Flöz sind in Essen-Rellinghausen, Mülheim an der Ruhr (Bergarbeitersiedlung Mausegatt), Duisburg-Bergheim (im Gewerbegebiet der ehemaligen Zeche Wilhelmine Mevissen), Bochum, Castrop-Rauxel, im Gelsenkirchener Stadtteil Beckhausen, Hattingen, Herne, Kamen, Recklinghausen, Sprockhövel, Witten sowie in Neukirchen-Vluyn Straßen benannt. 
 In Dortmund trägt ein Autobahnparkplatz an der A45 diesen Namen.